# Monedas bono de Zimbabue
El Banco de la Reserva de Zimbabue comenzó a liberar monedas de bonos de Zimbabue el 18 de diciembre de 2014. Las monedas están respaldadas por una línea de crédito de 50 millones de dólares estadounidenses otorgados al Banco de la Reserva de Zimbabue por Afreximbank (el Banco Africano de Exportación e Importación). Hasta la fecha, se han tachado monedas por valor de 15 millones de dólares del total de 50 millones disponibles. Las monedas se emitieron primero en denominaciones de 1, 5, 10 y 25 centavos y están sujetas a los valores correspondientes en dólares estadounidenses. En marzo de 2015 se lanzó una moneda de 50 centavos de dólar.
Las monedas se emiten para remediar la falta de cambio resultante de la ausencia de un contrato de señoreaje sólido con los EE. UU., Sudáfrica o cualquiera de varios otros países cuyas monedas, incluidos el dólar estadounidense y el euro, se están utilizando en el multi -sistema monetario que surgió en 2009, cuando Zimbabue abandonó el dólar zimbabuense en respuesta a varios ciclos de hiperinflación. Como la economía de Zimbabue era demasiado frágil y pequeña para pagar los intereses que vendrían con un contrato de señoreaje, el país optó por implementar un entorno multidivisa basado en el dólar estadounidense. Sin embargo, este arreglo ha significado una escasez de monedas de baja denominación.
La reacción pública a las monedas de bonos ha sido extremadamente escéptica, con el temor generalizado de que sean el primer paso del gobierno para reintroducir un dólar zimbabuense poco confiable. John Mangudya, el gobernador del Banco de Reserva de Zimbabue, ha negado que se esté reintroduciendo el dólar de Zimbabue.[cita requerida]
Las monedas de bonos, acuñadas en la Casa de la Moneda de Sudáfrica en Pretoria,[cita requerida] son las primeras monedas de Zimbabue desde 2003.
El 28 de noviembre de 2016 se lanzó una moneda bimetálica de bonos de un dólar junto con pagarés de bonos zimbabuenses de dos y cinco dólares. En 2019 se lanzó una moneda bimetálica de bonos de dos dólares y circula con su billete equivalente en circulación.

## Monedas en circulación
| Denominación                   | Año  | Anverso                                                     | Reverso                                                                     | Peso    | Diámetro | Material                                                         | Ref.   |
| ------------------------------ | ---- | ----------------------------------------------------------- | --------------------------------------------------------------------------- | ------- | -------- | ---------------------------------------------------------------- | ------ |
| Moneda de 1 centavo            | 2014 | RBZ en varias posiciones con fecha de moneda centrada       | Encerrado en un círculo con "1" rodeado por "ONE CENT BOND COIN"            | 2,45 g  | 17 mm    | Acero con revestimiento de cobre                                 | [ 11 ] |
| Moneda de 5 centavos de dólar  | 2014 | RBZ en varias posiciones con fecha de moneda centrada       | Encerrado en un círculo con "5" rodeado por "FIVE CENTS BOND COIN"          | 2,85 g  | 18 mm    | Acero con baño de latón                                          | [ 11 ] |
| Moneda de 10 centavos de dólar | 2014 | RBZ en varias posiciones con la fecha de la moneda centrada | Encerrado en un círculo con "10" rodeado por "TEN CENTS BOND COIN"          | 3,80 g  | 20 mm    | Acero con baño de latón                                          | [ 11 ] |
| Moneda Bond de 25 centavos     | 2014 | RBZ en varias posiciones con fecha de moneda centrada       | Encerrado en un círculo con "25" rodeado por ""TWENTY-FIVE CENTS BOND COIN" | 4,80 g  | 23 mm    | Acero niquelado                                                  | [ 11 ] |
| Moneda de 50 centavos de dólar | 2014 | RBZ en varias posiciones con fecha de moneda centrada       | Encerrado en un círculo con "50" rodeado por "FIFTY CENTS BOND COIN"        | 6,00 g  | 25 mm    | Acero niquelado                                                  | [ 11 ] |
| Moneda de 1 dólar Bond         | 2016 | RBZ en varias posiciones con la fecha de la moneda centrada | Encerrado en un círculo con "1 $" rodeado por "ONE DOLLAR BOND COIN"        | 9,06 g  | 28 mm    | Anillo de latón con tapón central de acero niquelado             |        |
| Moneda Bono de 2 Dólares       | 2018 | RBZ en varias posiciones con fecha de moneda centrada       | Encerrado en un círculo con "2 $" rodeado por "TWO DOLLAR BOND COIN"        | 11,11 g | 28 mm    | Anillo de cuproníquel con un tapón central de bronce de aluminio |        |

## Monedas de bonos y el dólar RTGS
En febrero de 2019, el gobernador de RBZ, anunció que las monedas de los bonos serían parte de los "valores" que componen la nueva moneda que se agregará al mercado de Zimbabue, el dólar RTGS, posteriormente denominado nuevamente como dólar zimbabuense.